# Robert Rother (Politiker)

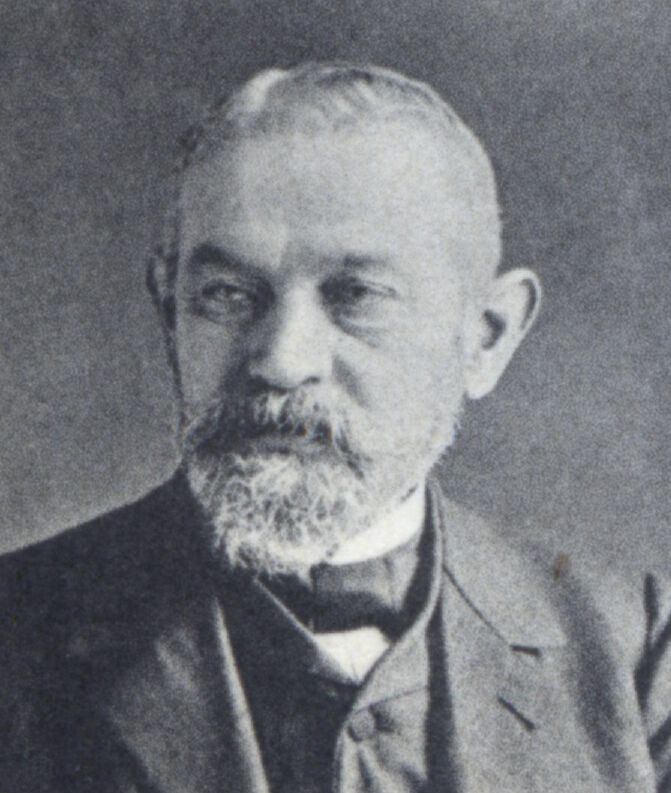
Robert Rother als Reichstagsabgeordneter 1912

Robert Rother (* 27. Juli 1845 in Saegen; † nach 1918) war ein deutscher Landwirt, Rittergutsbesitzer und Mitglied des Deutschen Reichstags.

## Leben
Rother besuchte die Volksschule und erhielt Privatunterricht. Er erlernte die Landwirtschaft und wurde Gutsbesitzer in Seegen und Domänenpächter in Groß Saabor. Er war Gemeindevorsteher, Kreisdeputierter, Mitglied des Kreistags und des Kreisausschusses.
Von 1893 bis 1918 war er Mitglied des Deutschen Reichstags für den Wahlkreis Regierungsbezirk Breslau 5 Ohlau, Strehlen, Nimptsch und die Deutschkonservative Partei.